# Bolívar (Trujillo)
Bolívar é um município da Venezuela localizado no estado de Trujillo.
A capital do município é a cidade de Sabana Grande.